# Bank of Zambia

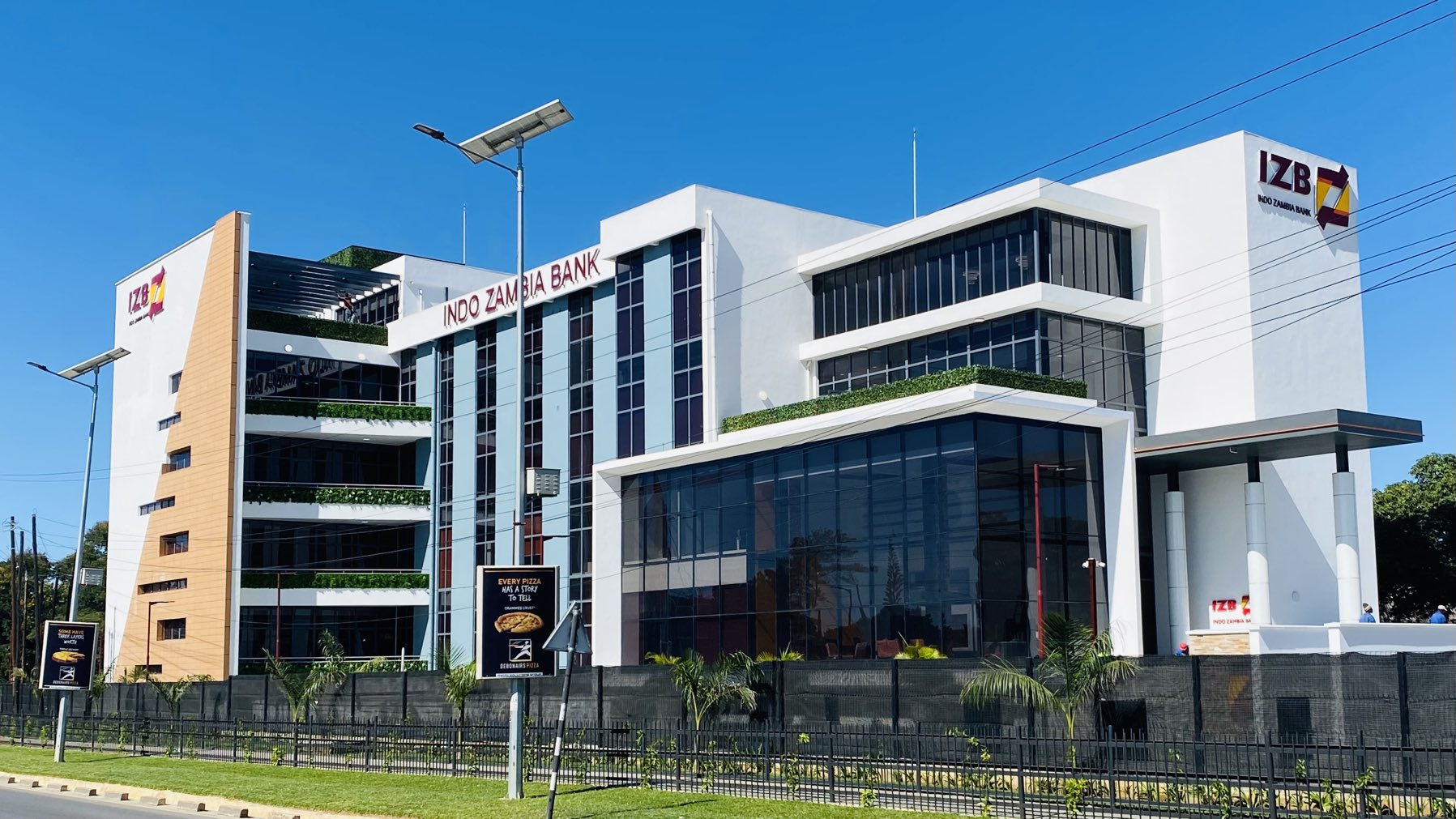
Zentralbank von Sambia (2023)

Die Bank of Zambia (BoZ) ist die Zentralbank von Sambia. Ihre zentrale Aufgabe ist es, die geld- und bankaufsichtspolitischen Ziele zu formulieren und durchzusetzen, die Stabilität von Geldwert und Finanzsystem Sambias absichern. Der Sitz der BoZ ist in Lusaka.

## Geschichte
Die Geschichte der Bank of Zambia geht zurück auf das Southern Rhodesia Currency Board, das 1938 in Salisbury gegründet wurde. Dessen Rechtsbereich reichte aufgrund eines Abkommens bis nach Nordrhodesien, dem heutigen Sambia, und Nyassaland, dem heutigen Malawi. 1954 erhielt es den Namen Currency Board of Rhodesia and Nyassaland und ging ins Eigentum der Regierung von Rhodesien und Nyassaland über.
Currency Boards sind keine Zentralbanken. Sie bieten keine Dienstleistungen wie Banken. Ihre einzige Funktion ist die Bereitstellung des Geldes, während Zentralbanken auch Steuerungsfunktionen für den Geld- und Finanzmarkt wahrnehmen. Im Fall des Central African Currency Board und seiner Vorläufer bedeutete das eine 100-prozentige Deckung durch Rücklagen in London in englischen Pfund Sterling. Das hatte zur Folge, dass die Geldmenge mit den Rücklagen wuchs oder schmolz, nicht mit der Wirtschaftskraft.
Bald wurde die Diskussion über die Gründung einer eigenen Zentralbank immer lauter. Es wurde klar, dass Geldmengenpolitik eine bedeutende Rolle beim wirtschaftlichen Wachstum spielte, vor allem durch die Gewährung von Krediten. Dem standen die strikten Regeln des Currency Boards krass entgegen, das nicht einmal auf zyklische Schwankungen reagieren konnte. Darüber hinaus wurde kritisiert, dass die Geldmenge in Rhodesien von den Rücklagen in London 100 Prozent abhängig sei, was enorm viel Kapital binden würde, das für Investitionen im Inland gebraucht würde.
Trotzdem konnte sich das Currency Board noch eine gute Weile halten, denn es war eine winzige Organisation und leicht zu verwalten. Darüber hinaus disziplinierte es die öffentliche Hand, denn die Regierung konnte sich kein Geld beim Board leihen. Das hielt die Inflationsraten nahe bei null. Diese Erfahrung, vielmehr das Fehlen einer schlechten, mag in den 1970er und 80er Jahren eine Rolle gespielt haben, als die sambische Regierung sich bei der Bank of Zambia große Mengen Geld lieh, um die Wirtschaft anzukurbeln, damit aber eine Inflation schuf, die den Bürgern die Kaufkraft entzog.

## Die Gründung
Die Bank of Rhodesia and Nyassland, also eine Zentralbank, wurde im März 1956 gegründet. Sie verfügte von Anfang an über die üblichen Kompetenzen der Geldpolitik, der Währungsreserven, einer Banken für Regierung und Banken. Die Bank konnte bis zu einer bestimmten, von den zu erwartenden Steuereinnahmen eines Jahres gesetzten Grenze Kredite an Gebietskörperschaften und Regierung vergeben.
Die Bank of Zambia wurde am 7. August 1964 ins Leben gerufen, indem sie die Bank of Northern Rhodesia übernahm. Das Gesetz dazu wurde allerdings erst im Juni 1965 erlassen. Die Bank of Northern Rhodesia wiederum war im September 1961 aus der Zweigstelle Lusaka der Bank of Rhodesia and Nyassland entstanden. Am 31. Dezember 1963 brach die Föderation Rhodesia und Nyassaland auseinander.
Die BoZ begann mit 100 Angestellten in zwei Abteilungen, konkret dem Hauptkassierer und der Personalabteilung. Der Hauptkassierer war zuvor zuständig gewesen für die Durchsetzung der geldpolitischen Beschlüsse, Währungsangelegenheiten, Bankenpolitik, Regierungssicherheiten, Devisenkontrolle und -management.
Mit der Zeit wuchs die Zahl der Abteilungen. Als erste kam 1967 eine Research-Abteilung dazu. Die operative Abteilung entstand 1976 und dann speziell in den 1980er Jahren immer mehr. Personal und Verwaltung 1977, Devisenbewirtschaftung, Im- und Export-Kontrolle, Anlagen und Vermögen alle 1981, gefolgt von Bankwesen und Währungsangelegenheiten, mittelständische Industrie, Inspektion 1982, sowie nationale Schulden, Transport, Regierungssicherheiten 1984.
Die Zahl der Abteilungen der BoZ wuchs mit der Zunahme ihrer Funktionen, die ihr von der Regierung zugewiesen wurden. Da diese eine Diktatur ausübte, mithin besonders mit Devisenbewirtschaftung und Im- und Exportkontrollen exzessiv regulierend auf die Wirtschaft einwirkte. Dazu kam ein steigender Bedarf der Banken an Hilfsleistungen für diese Bereiche. Die BoZ selbst machte immer weniger Unterschiede zwischen Haupt- und Nebenbereichen, was ihre Kosten in die Höhe schnellen ließ. So bot sie ihren Angestellten nicht nur eine Unterkunft, was durchaus üblich war, sondern möblierte diese auch in vielen Fällen. Die Verwaltung eines so gearteten Besitzes verlangt beachtlich Personal. Zudem stellte die Politik immer unerfüllbarere Wünsche an die BoZ. Im Vorwort zu Ter' Years of Banking in Zawhia, einer Publikation der BoZ, schrieb der damalige Präsident Kenneth Kaunda:
"Das größte Gewicht unserer Anstrengungen liegt auf der schnellen Entwicklung der ländlichen Gebiete, in denen der größte Teil unserer Bürger lebt. In diesem Sinne vertraue ich darauf, dass sich die Bank of Zambia nicht orthodox auf ihre Aufgabe als Zentralbank beschränken wird, die Geldwertstabilität zu sichern. Ich würde lieber ein Bankensystem sehen, das sich den Herausforderungen als Ganzes annimmt und Instrumente zur Verfügung stellt, die zu neuem Wachstum in ländlichen Gebieten im Besonderen und den anderen Sektoren des Landes im Allgemeinen beitragen ..."
Damals war das eine verbreitete Position in Entwicklungsländern. Vergleichbares lässt sich in dieser Zeit auch mit Blick auf die Reserve Bank of India lesen. Für die BoZ bedeutete dies eine weitere Abteilung, diesmal für die Förderung von kleinen und mittleren Betrieben. Entsprechend stieg die Zahl des Personals von 400 im Jahr 1975 auf 1.226 zwölf Jahre später und weiter auf 1.400 im Jahr 1994, was zu Neubauten führte. In Lusaka wurde ein neues BoZ-Gebäude 1975 eingeweiht und 1979 in Ndola eine regionale Zweigstelle eingerichtet. Beide Komplexe mussten ständig erweitert werden.
In dieser Zeit reagierte die BoZ immer häufiger auf externe Beschäftigungswünsche und nicht auf die tatsächlichen Bedürfnisse ihrer Funktion als Zentralbank, wie ein Gutachter 1989 schrieb. Dazu hatte auch ein ständiger Wechsel an der Spitze der BoZ das seine beigetragen. Seit 1964 gab es zehn Gouverneure in 28 Jahren, was eine Verweildauer auf dem Posten von 2,8 Jahren ergibt, was weder Kontinuität noch strategische Planung noch künftige Aufgaben irgendwie sichern konnte.

## Die neuen Aufgaben
Der Bank of Zambia Act von 1965 und seine folgenden Ergänzungen beauftragen diese Organisation mit den üblichen Verantwortlichkeiten einer Zentralbank wie die Bank der Regierung zu sein, das physische Geld und die Devisenreserven zu verwalten, die Liquidität der Banken zu kontrollieren und sicherzustellen sowie die Geldpolitik in Zielen und Durchführung zu bestimmen. Obwohl Preisstabilität im Gesetz als eines der Ziele der BoZ festgelegt ist, genießt es in der Praxis keine spezielle Bedeutung. Das ist keineswegs spezifisch sambisch. Viele Zentralbanken Afrikas haben den Zusammenhang zwischen Inflation und Beschäftigung erst mit der Zeit begriffen. In Sambia führte das dazu, dass die BoZ Anteile an der Development Bank of Zambia und der Zambia National Commercial Bank erwarb, um wirtschaft- und somit beschäftigungspolitische Ziele konkreter durchsetzen zu können. Das versetzt sie in die Lage, zum Beispiel ein riesiges Landgut zu entwickeln und zu betreiben. Ob das zu den Aufgaben einer Zentralbank gehört, ist eine andere Frage.
Inzwischen hat sich allgemein bei Zentralbanken die Einsicht durchgesetzt, durch die Wahrung von Preisstabilität am besten zu der des makroökonomischen Gleichgewichts beizusteuern. Ebenso setzt sich die heilsame Ernüchterung langsam fest, dass eine Zentralbank den allgemeinen Wohlstand fördern kann, indem sie billiges Geld zur Verfügung stellt und dafür eine höhere Inflation hinnimmt. Auf diese Ziele hin wird auch die BoZ immer stärker ausgerichtet, um künftiges Wirtschaftswachstum und Beschäftigung zu sichern, also die Wirtschaft zu liberalisieren und den Marktkräften eine größere Rolle zuzuweisen.
Seit 1991 verändert die BoZ ihre Politik entsprechend. Das hatte zahlreiche Friktionen zur Folge, nicht zuletzt, weil andere Behörden ihrer Lektionen nicht gelernt hatten. Privatisierung und Liberalisierung sind ohne aufeinander abgestimmte Konzepte nicht möglich. Nicht alles muss und kann privatisiert werden und nicht alles muss und kann liberalisiert werden. Doch diese Lektion muss in Sambia von allen Beteiligten erst noch gelernt werden, auch von der BoZ. Preisstabilität und ein belastbares Finanzsystem sind aber schon wichtige Ziele, die erreicht werden können.
Die BoZ hat seit 1998 das Zahlungssystem des Landes gemäß den Richtlinien des Basler Komitees modernisiert und auf elektronische Zahlungssysteme umgestellt, insbesondere eine elektronische Clearingstelle, welche die Buchungen unter den Banken beschleunigen soll. Da dies eine beachtliche Zahl von Risiken birgt, wird zurzeit ein Rahmengesetz für elektronische Zahlungssysteme ausgearbeitet. Die Zeit der Zusammenbrüche dieses Systems scheint jedoch vorüber zu sein.